# Monti Knockmealdown
I Monti Knockmealdown (in gaelico irlandese Sléibhte Chnoc Mhaoldomhnaigh) sono una catena montuosa irlandese che, situata nella provincia di Munster, funge da linea di confine tra le contee di Tipperary e Waterford. Si estende in longitudine e il suo picco più alto è il monte Knockmealdown, situato nella contea di Waterford. Lungo il lato occidentale, il monte è attraversato da un'antica strada per carrozze che congiunge Lismore a Clogheen.
Nome
Ci sono due interpretazioni riguardo al nome della catena montuosa:
- Cnoc Mhaoldomhnaigh (collina di Muldowneys);
- Cnoc Maol Donn (La montagna brulla e marrone).

## Cime
Questo è l'elenco delle cime della catena, ordinate per altezza massima:
- Knockmealdown (794 m)
- Knockmoylan (768 m)
- Knocknafallia (668 m)
- Sugarloaf Hill (663 m)
- Knocknagnauv (655 m)
- Knockshanahullion (652 m)
- Knocknalougha (630 m)
- Knockmeal (560 m)
- Crohan West (521 m)
- Farbreaga (518 m)